# Kari Astala
Pour les articles homonymes, voir Astala.
Kari Astala (né le 26 juillet 1953 à Helsinki) est un mathématicien finlandais, spécialisé dans l'analyse.

## Biographie
Astala est diplômé de l'Université d'Helsinki avec M.Sc. en 1977  et y obtient son doctorat en 1980 avec une thèse Sur les mesures de compacité et les variations idéales dans les espaces de Banach. Dans les années 1980 et 1990, il occupe des postes universitaires à l'Université d'Helsinki et à l'Académie de Finlande. Il est professeur titulaire à l'Université de Jyväskylä de 1995 à 2002, professeur titulaire à l'Université d'Helsinki de 2002 à 2017 et professeur de l'Académie de 2006 à 2011 à l'Académie de Finlande. Depuis 2017, il est professeur auxiliaire à l'Université Aalto.
En 1994, il reçoit le prix Salem pour avoir résolu la conjecture de Frederick Gehring et Edgar Reich (1927-2009) dans la théorie des applications quasi-conformes, en appliquant la théorie des systèmes dynamiques. En 2003, il participe à la résolution du problème inverse d'Alberto Calderón, qui a une application en tomographie par impédance électrique,. Il collabore à plusieurs articles avec Frederick Gehring.
En 2000, Astala est professeur invité Gehring à l'Université du Michigan. Il effectue des séjours de recherche au MSRI, au Mittag-Leffler Institute, à l'Institute for Advanced Study et dans plusieurs autres institutions.
Il est conférencier invité avec une conférence sur les aspects analytiques de la quasi-conformité au Congrès international des mathématiciens à Berlin en 1998  et au Congrès européen de mathématiques en 1996 à Budapest et en 2012 à Cracovie. En 2003, il reçoit le prix de la Fondation Magnus Ehrnrooth et en 2011 le prix de la Fondation culturelle finlandaise. De 2002 à 2006, il est président de la Société mathématique finlandaise. En 1997, il devient membre de l'Académie finlandaise des sciences.